# Elecciones provinciales de San Juan de 1983
Las Elecciones generales de San Juan de 1983 se realizaron el 30 de octubre para elegir Gobernador, vicegobernador y 30 diputados provinciales. El resultado estableció que el bloquista Leopoldo Bravo fuera electo gobernador.

## Reglas electorales
- Gobernador y vicegobernador electos por mayoría simple.
- 30 diputados, la totalidad de los miembros de la Cámara de Diputados Provincial. Electo un diputado por cada una de las 30 circunscripciones en los que se dividía la provincia, usando mayoría simple.

## Elecciones generales

### Gobernador y vicegobernador
| Fórmula               | Fórmula               | Partido               | Partido                                | Votos   | %     |
| Gobernador            | Vicegobernador        | Partido               | Partido                                | Votos   | %     |
| --------------------- | --------------------- | --------------------- | -------------------------------------- | ------- | ----- |
| Leopoldo Bravo        | Jorge Ruiz Aguilar    |                       | Partido Bloquista                      | 97.043  | 36,47 |
| César Ambrosio Gioja  | Pablo Ramella         |                       | Partido Justicialista                  | 73.351  | 29,84 |
| Carlos Teófilo Alonso | Antonio de la Torre   |                       | Unión Cívica Radical                   | 51.987  | 21,15 |
| Alfredo Avelín        |                       |                       | Cruzada Renovadora                     | 13.795  | 5,61  |
| Américo García        |                       |                       | Movimiento de Integración y Desarrollo | 4.843   | 1,97  |
|                       |                       |                       | Partido Intransigente                  | 1.721   | 0,70  |
|                       |                       |                       | Partido de Centro                      | 837     | 0,34  |
| Jorge López           |                       |                       | Partido Socialista Popular             | 528     | 0,21  |
|                       |                       |                       | Partido Demócrata Cristiano            | 471     | 0,19  |
|                       |                       |                       | Movimiento al Socialismo               | 462     | 0,19  |
|                       |                       |                       | Partido para la Democracia Social      | 431     | 0,18  |
|                       |                       |                       | Frente de Izquierda Popular            | 303     | 0,12  |
|                       |                       |                       | Alianza Federal                        | 77      | 0,03  |
| Votos positivos       | Votos positivos       | Votos positivos       | Votos positivos                        | 245.849 | 98,10 |
| Votos en blanco       | Votos en blanco       | Votos en blanco       | Votos en blanco                        | 2.167   | 0,86  |
| Votos nulos           | Votos nulos           | Votos nulos           | Votos nulos                            | 2.589   | 1,03  |
| Participación         | Participación         | Participación         | Participación                          | 250.605 | 86,40 |
| Electores registrados | Electores registrados | Electores registrados | Electores registrados                  | 290.040 | 100   |
| Fuente:               |                       |                       |                                        |         |       |

### Cámara de Diputados
| Partido               | Partido                                | Votos   | %     | Bancas |
| --------------------- | -------------------------------------- | ------- | ----- | ------ |
|                       | Partido Bloquista                      | 90.375  | 36,97 | 27/30  |
|                       | Partido Justicialista                  | 72.648  | 29,72 | 3/30   |
|                       | Unión Cívica Radical                   | 57.030  | 23,33 |        |
|                       | Cruzada Renovadora                     | 13.405  | 5,48  |        |
|                       | Movimiento de Integración y Desarrollo | 5.430   | 2,22  |        |
|                       | Partido Intransigente                  | 2.160   | 0,88  |        |
|                       | Partido de Centro                      | 1.019   | 0,42  |        |
|                       | Partido Socialista Popular             | 550     | 0,23  |        |
|                       | Partido Demócrata Cristiano            | 601     | 0,25  |        |
|                       | Movimiento al Socialismo               | 474     | 0,19  |        |
|                       | Partido para la Democracia Social      | 436     | 0,18  |        |
|                       | Frente de Izquierda Popular            | 313     | 0,13  |        |
| Votos positivos       | Votos positivos                        | 244.441 | 98,17 |        |
| Votos en blanco       | Votos en blanco                        | 900     | 0,36  |        |
| Votos nulos           | Votos nulos                            | 3.646   | 1,46  |        |
| Participación         | Participación                          | 248.987 | 85,84 |        |
| Electores registrados | Electores registrados                  | 290.040 | 100   |        |
| Fuente:               |                                        |         |       |        |

#### Electos
| Circunscripción             | Diputado                 | Partido | Partido               |
| --------------------------- | ------------------------ | ------- | --------------------- |
| Concepción                  | Roberto Hugo Camera      |         | Partido Bloquista     |
| Concepción                  | Rodolfo Lázaro Vega Vera |         | Partido Bloquista     |
| Albardón y Ullum            | Oscar Gerardo Basso      |         | Partido Bloquista     |
| Angaco y San Martín         | Douglas Tito López       |         | Partido Bloquista     |
| Calingasta, Iglesia y Zonda | Martín Eduardo Rubio     |         | Partido Bloquista     |
| Capital                     | Manuel Alberto Alonso    |         | Partido Bloquista     |
| Capital                     | Luis Washington Uñac     |         | Partido Bloquista     |
| Caucete                     | Juan Carlos Ozan         |         | Partido Bloquista     |
| Caucete y Valle Fértil      | Eduardo A. Echegaray     |         | Partido Justicialista |
| Chimbas                     | Eduardo A. Bazán Agrás   |         | Partido Bloquista     |
| Chimbas                     | Julio César Orihuela     |         | Partido Bloquista     |
| Jáchal                      | Sohar Enrique Aballay    |         | Partido Justicialista |
| 9 de Julio y 25 de Mayo     | Gabriel Márquez          |         | Partido Justicialista |
| Pocito                      | Ernesto Andrade          |         | Partido Bloquista     |
| Pocito                      | Sari Luz Díaz Lecam      |         | Partido Bloquista     |
| Rawson                      | Yolanda Herrero de Guiso |         | Partido Bloquista     |
| Rawson                      | Víctor Salvador Laciar   |         | Partido Bloquista     |
| Rawson                      | Alfredo Francisco Sabio  |         | Partido Bloquista     |
| Rawson                      | Benito Gandhi Sancassani |         | Partido Bloquista     |
| Rawson                      | José Zúñiga              |         | Partido Bloquista     |
| Rivadavia                   | Juan Carlos Icazatti     |         | Partido Bloquista     |
| Rivadavia                   | Mónica Ruth Sueldo       |         | Partido Bloquista     |
| Rivadavia                   | Adolfo Eladio Velazco    |         | Partido Bloquista     |
| Santa Lucía                 | Bernardino Deiana        |         | Partido Bloquista     |
| Santa Lucía                 | Aldo Justino Maratta     |         | Partido Bloquista     |
| Sarmiento                   | Carlos Domingo Putelli   |         | Partido Bloquista     |
| Desamparados                | Alejandro Aimé Díaz      |         | Partido Bloquista     |
| Desamparados                | Gladys Lucanda Pósleman  |         | Partido Bloquista     |
| Trinidad                    | Hugo José Montes Romani  |         | Partido Bloquista     |
| Trinidad                    | Juan Carlos Turcuman     |         | Partido Bloquista     |